# Manuel Feliu de Lemus
Manuel Feliu de Lemus (Barcelona, 19 de febrero de 1865 - París, 26 de julio de 1922) fue un dibujante y pintor español enmarcado dentro del realismo anecdótico.
Estudió en la Escuela de la Lonja y posteriormente viajó una larga temporada a Madrid para ampliar sus estudios, donde entra en contacto con la obra de Velázquez en el Museo del Prado. Después de Madrid, se fue a vivir a París, donde murió en 1922.
Expuso a menudo en París, y en Barcelona lo hizo en la Exposición Universal de Barcelona (1888), en la Sala Parés y la exposición del Círculo Acuarelista de 1885. Fue académico de la Real Academia Catalana de Bellas Artes de San Jorge.  En Barcelona, Raimon Casellas fue uno de sus principales defensores.

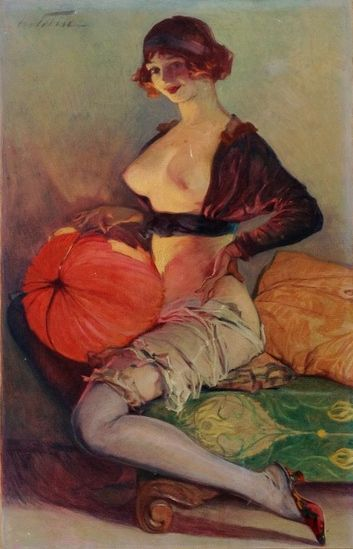
Mujer con farol rojo
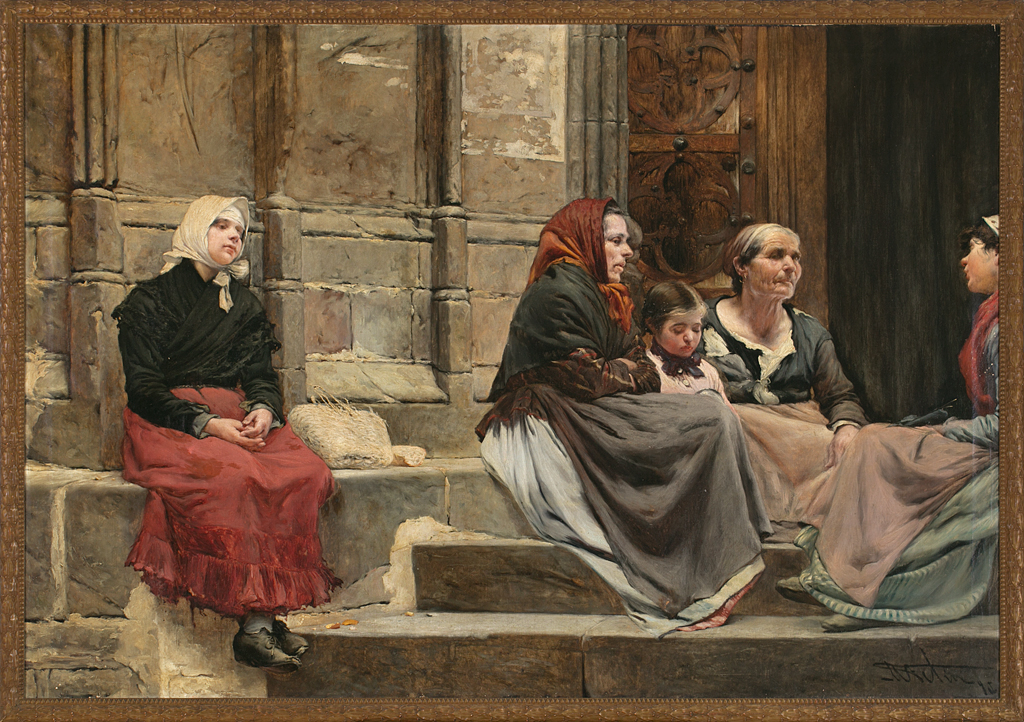
L'ascó del barri, 1890
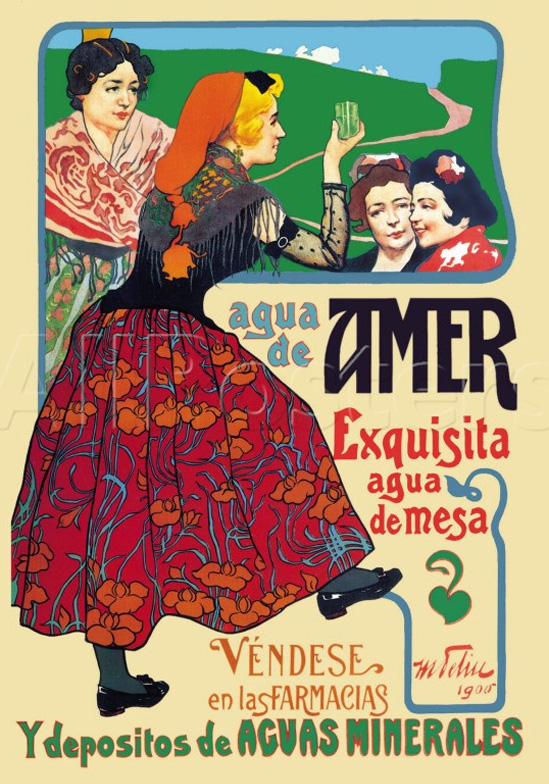
Cartel publicitario premiado de "Agua de Amer", 1900
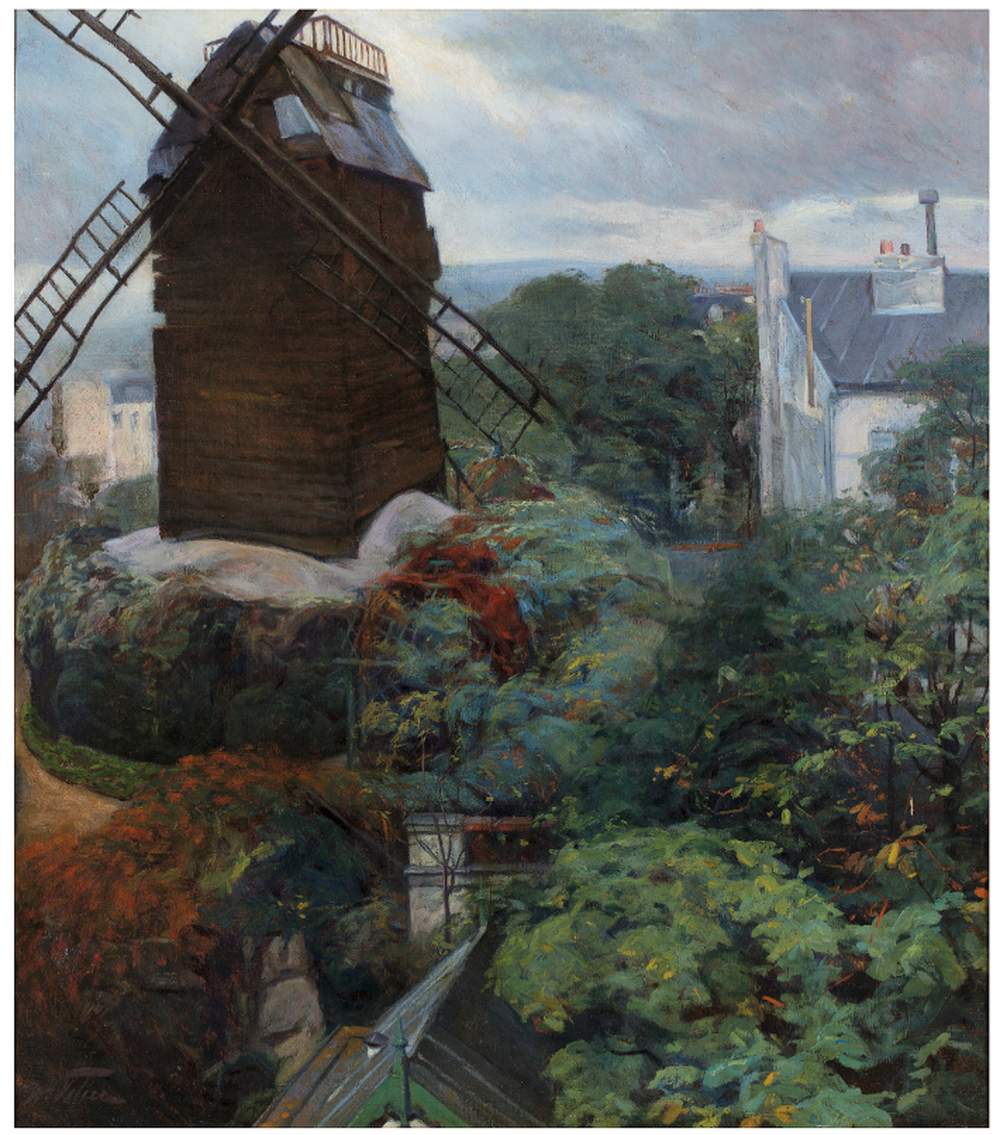
Le Moulin de la Galette, 1912
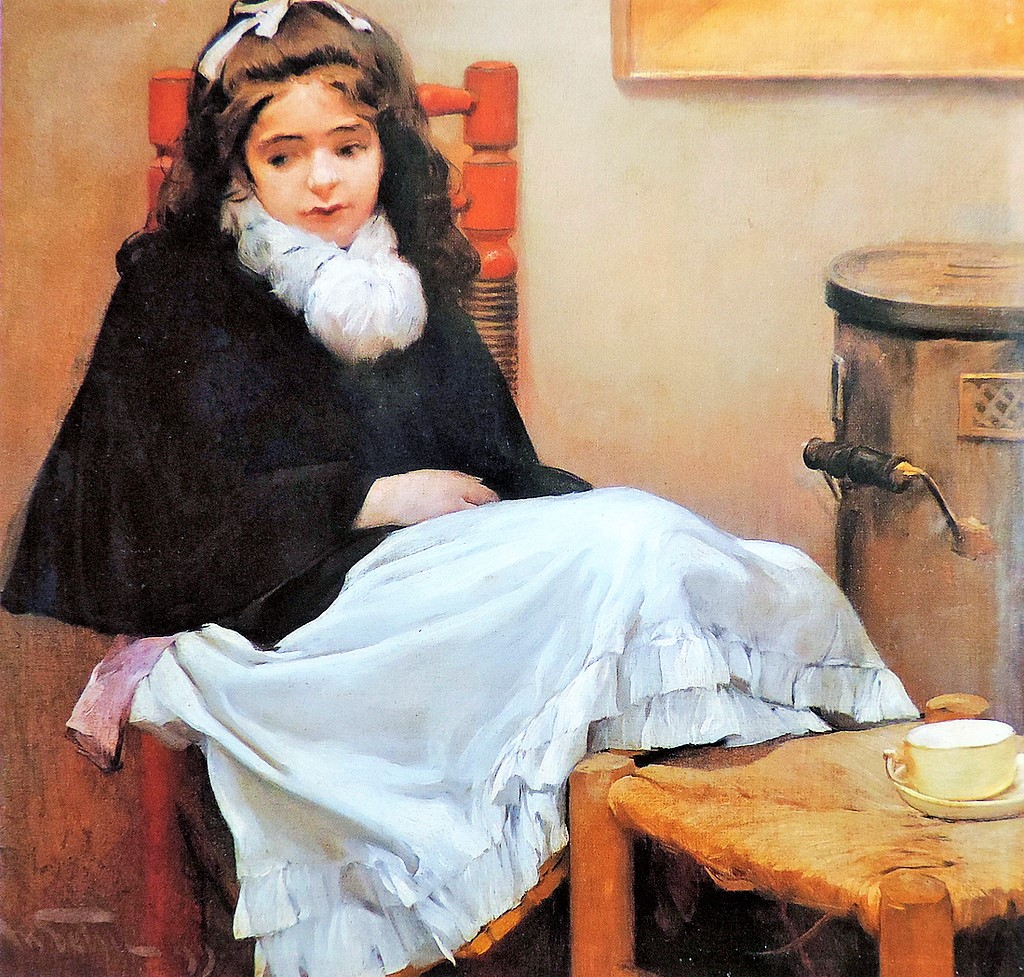
Convaleciente, 1899